# Superstitionia donensis
Superstitionia donensis (лат.) — вид скорпионов из семейства Superstitioniidae. Единственный вид этого семейства и рода Superstitionia. Встречается на юго-западе США и в Мексике. Мелкие скорпионы, длиной менее 25 мм. Имеют только два латеральных глаза на каждой стороне. Основной цвет жёлтый и оранжево-коричневый. Стернум просомы пентагональный (не треугольный).

## Этимология
Родовое название Superstitionia дано по имени горы Superstition Mountains к востоку от Финикса (штат Аризона), где первые экземпляры этого вида были найдены Гербертом Штанке, описавшим в 1940 году вид и род. Видовое название donensis относится к Don's Camp, небольшому входу в каньон на южных равнинах гор Superstition Mountains. Это было место встречи Общества Don's Society Феникса.

## Распространение и экология
Встречается преимущественно в западной части Нью-Мексико, Аризоне, крайней южной Неваде и южной Калифорнии в США. Он также встречается в штатах Нижняя Калифорния, Южная Нижняя Калифорния и Сонора в Мексике.
S. donensis обычно обитает в горной местности и под камнями или рядом с растениями в пустынной местности.

## Таксономия
Вид был впервые описан в 1940 году Гербертом Штанке (Herbert Stahnke).
Исследование анатомии этого вида по материалам личной коллекции скорпионов доктора Виктора Фета в Университете Маршалла, обнаружило, что у одного экземпляра была деформация пальцевых зубцов педипальп. Эта деформация может создать проблемы с идентификацией вида, если она есть у большей части популяции.